# Air Canada Rouge
Air Canada Rouge és una aerolínia de baix cost canadenca, filial d'Air Canada, especialitzada en viatges de vacances.
La marca es posà en marxa l'1 de juliol del 2013. Aquesta iniciativa s'inscriu en la transformació de l'aerolínia nacional canadenca, que vol guanyar competitivitat contra les nombroses aerolínies de baix cost actives al Canadà i els Estats Units. Air Canada Rouge és un competidor directe d'Air Transat, que duu a terme vols a Europa i el Carib, o WestJet i Sunwing, que ofereixen vols a moltes destinacions de vacances.
A finals del 2017 tenia 53 avions a la flota, volava a 123 destinacions (la majoria estacionals) i tenia aproximadament 1.600 treballadors en plantilla.